# Коритнівський ентомологічний заказник
Кори́тнівський зака́зник — ентомологічний заказник місцевого значення в Україні. Розташований у Подільському районі Одеської області, поблизу села Коритне. 
Площа 25 га. Статус надано згідно з рішенням облвиконкому від 03.12.1983 року № 682.
Заказник створено на землях колгоспу ім. Дзержинського (правонаступник — ПСП «Росава») для охорони місця оселення диких бджіл-запилювачів та ділянки насінників багаторічних трав. Згідно з даними екологічного обстеження 2003 року територія заказника є сільгоспугіддями (ріллею), на яких припинилася обробка ґрунтів майже десятиріччя тому. На території заказника не знайдено запилювачів, інших цінних видів комах та цінних видів дикоростущих рослин. Тому цінність заказника втрачена.